# Cirkon
A cirkon cirkóniumtartalmú nezoszilikát, a gránátcsoport tagja. Ékszerkőnek is gyakran használatos, de cirkónium- és hafniumtartalma miatt (melynek ércásványa nem ismeretes) az iparban is használatos, melyeket különlegesen magas olvadáspontú acél és nikkelötvözetek készítésére a rakéta- és repülőgéphajtómű-gyártás alkalmazza. A cirkóniumot az üveggyártásban is hasznosítják, mert az üveg hő- és savállóságát növeli. A cirkon nem tartozik a ritka ásványok közé. Közönséges, átlátszatlan, barnás színű kristályait savanyú magmából keletkezett kőzetekben, gránitokban, szienitekben, úgyszintén gnájszokban gyakran megtaláljuk. Drágakőül alkalmas, szép színű, átlátszó változatai, a nemes cirkonok közül a sárgásvörös vagy narancsvörös hiacint a leggyakoribb. Mesterségesen is előállítható, de ekkor sűrűsége 4,0 g/cm³ alatt van, így könnyen megkülönböztethető a természetestől.

## Elnevezése
Elnevezése a perzsa car (=arany) és gun (=szín) összetételből ered, ami a cirkon sárga színére utal. A cirkonföldet Klaproth német geológus fedezte fel.

## Ásványtani jellemzői
Tetragonális kristályrendszerben piramisos vagy dipiramisos végződésű oszlopok, sugaras vagy szálas halmazokban kristályosodik. Gyakoriak az ikerkristályok, szabálytalan szemcsékben is előfordul. Törése egyenetlen, kagylós. Keménysége 7.5; fajsúlya feltűnően tág határok között változik: 3,9-4,8. Jelentős a fénytörése és kettőstörése valamint színszórása is, ezért élénk, gyémántfényű.
Törésmutatói: ω = 1,9251, ε = 1,9843. Az optikailag egytengelyű ásvány jelleme pozitív, pleokroizmusa igen gyenge.
A legtöbb esetben hafnium is előfordul a kristályrácsában, melynek aránya elérheti a 14%-ot, ez magyarázza a változó fajsúlyát, hiszen a cirkónium atomtömege 91,2 g/mol, míg a hafniumé 178,5 g/mol, tehát nagyjából a kétszerese. Minél nagyobb százalékarányban van jelen hafnium, annál nagyobb lesz a cirkon fajsúlya. Gyakran tartalmaz tóriumot vagy uránt 0,5-4,0% arányban.
A cirkon általában átlátszatlan vagy sárgásbarna, vörösbarna, szürke, zöldes vagy fekete. A drágakőként ismert nemes cirkonok zöldes, rózsapiros, barnássárga színűek is lehetnek. Az ibolyaszínű cirkonok ritkák, akvamarinkékek nem ismertek.
A drágakőiparban ismert színtelen és akvamarinkék cirkonok mesterséges beavatkozásnak köszönhetik színüket. A színtelenítést és színváltozást hevítéssel érik el. Hevítés után a nemes cirkonok színe általában jelentősen megváltozik, a nyert új színek azonban nem minden esetben tartósak. Az oxidáló atmoszférában hevített cirkonok általában sötétebbekké, redukáló közegben hevítve pedig világosabbá válnak. Hiacintok, sárgásbarna cirkonok levegőtől elzártan vagy hidrogénben hevítve 300-500° között színtelenednek el. A színtelen cirkonok matura-gyémánt néven kerülnek piacra, nevüket a nemes cirkonok egyik leggazdagabb lelőhelye, a Srí Lanka-i Matura után nyerték. Korábban éretlen gyémántoknak nevezték. A mesterségesen színtelenített cirkonokban, ha huzamosabb ideig sötétben állnak, kisebb barnás foltok jelennek meg. Az elszíneződés elkerülhető, ha a köveket csiszolás után 8-10 hónapig napfény hatásának teszik ki. Az idegen anyagoktól teljesen mentes cirkon színtelen. A vörös színűekben valószínűleg króm, a zöldekben króm és vas okozza az elszíneződést.
Röntgensugarakkal szemben a cirkon teljesen átlátszatlan.
A lumineszcencia-jelenségek röntgen- és ultraibolyasugarak hatása alatt nagyon jelentéktelenek. Katódsugarak hatása alatt a színtelen cirkonok sárgás, a vörösek sárga, kék, vagy zöld, a kékek halványkék és sárgáskék, a sárgák sárga, kékessárga és sárgászöld színnel foszforeszkálnak. A színteleneken, sárga- és kék színűeken élénk utóvilágítás is figyelhető meg.

## Keletkezése
Magmás kőzetek járulékos elegyrésze gránitokban és alkáli magmás kőzetekben gyakori. Megtalálható üledékes torlatokban is. Hasonló ásványok a torit és a vezuvián. Kristályai a Föld legősibb ismert ásványai (a legrégibb cirkonkristály Nyugat-Ausztráliában került elő, mely 4,4 milliárd éves és a Föld eddig ismert legősibb darabja).

## Előfordulásai
Romániában Ditróban található. Az Alpokban Ausztria és Olaszország területén. Németországban Eifel közelében. Oroszországban az Urál-hegységben találták az eddigi legnagyobb cirkon kristályt, melynek méretei 17x10 cm, ez színtelen, de nem átlátszó volt. Orenburg környékén és a Kola-félsziget térségében is vannak lelőhelyek. Srí Lanka és Madagaszkár területén a zöld, szürkészöld, barnászöld kristályai metamikt- vagy mélycirkonok, melyekben tűszerű zárványok is előfordulnak. A Srí Lanka területén található színtelen cirkonokat garkun vagy maturai gyémánt néven ismerik, Madagaszkáron sárga és aranysárga példányokban tárcsaszerű zárványok fordulnak elő. Fontosabb cirkon előfordulások vannak Kambodzsa, Burma, Thaiföld, Mozambik területén és az Ausztráliához tartozó Tasmania szigeten. Dél-Afrika Kimberley bányáiban is gyakran előfordul.
Az Amerikai Egyesült Államokban Colorado, Massachusetts, Észak-Karolina és Texas szövetségi államokban. Kanadában Ontario és Quebec tartományokban. Előfordulásai ismertek Brazíliában is.
Kísérő ásványok: kassziterit, rutil, goethit és spinell.
A Velencei-hegység kristályos gránitjaiban a székesfehérvári kőbányában és Pákozdon a Szűzvári malom környékén találhatók cirkon koncentrációk. A gránit-magma teléreiben máshol is találhatóak cirkon kristályok. Erdősmecske melletti biotitgránit teléreiben több helyen előfordul cirkon. Véménd és Feked között a gránit és aplit együttesben sok cirkont találtak, ami víztartalma miatt hidrocirkonnak minősült. Szarvaskő mellett a gabbró tartalmaz cirkonkristályokat. Cserépváralja közelében patakhordalék torlatában több ritkafém található, melyek közül helyenként a cirkon dúsúlt fel. A Tatabányához tartozó Bánhida területén kutatófúrások tártak fel almandin mellett kisméretű cirkon kristályokat. Sály község mellett a Trizsa-hegy jelentős területű dacitos ércesedésében találtak nehézfémásványokban gazdag homokot, mely cirkont is tartalmaz. Tihany közelében milliméter nagyságú bipiramisos lapokkal fedett oszlopos kristályocskák lelhetők a gránátcsoport ásványi mellett. Nagytétényben a bentonit tartalmaz apró kristályokat. A hazai bauxitok minden esetben tartalmaznak cirkon kristályokat, sokszor mikroszkopikus méretekben vagy törmelék formájában, legtöbb cirkon a Nézsa közelében lévő bauxitokban van.

## Változatai
Kevés drágakőnek van annyi álneve a kereskedelemben, mint a nemes cirkonnak. A leggyakrabban használtak az alábbiak:
- Hiacint = barnásvörös cirkon.
- Matura, vagy éretlen, vagy sziámi félgyémánt = színtelen cirkon.
- Éretlen rubin = vörös cirkon.
- Starlit vagy sziámi akvamarin = világoskék cirkon.

Nem cirkonra vonatkoznak azonban a következő nevek:
- Szintetikus cirkon = mesterséges kék spinell.
- Ceyloni hiacint = sárgavörös gránát (hesszonit).
- Keleti vagy orientális hiacint = sárgásvörös korund.
- Compostellai hiacint = vörös kvarc St. Jago di Compostellából.